# Thornton Rust
Thornton Rust – wieś w Anglii, w hrabstwie North Yorkshire, w dystrykcie (unitary authority) North Yorkshire. Leży 74 km na północny zachód od miasta York i 336 km na północny zachód od Londynu.